# Julius Fischer (Politiker, 1889)
Julius Fischer (* 15. September 1889 in Lorch; † 16. November 1953 ebenda) war ein deutscher Gewerkschaftsfunktionär und Politiker in der Freien Stadt Danzig (USPD, SPD-Danzig, SPD).

## Leben
Fischer war der Sohn eines Drechslers in Lorch. Er besuchte die Volksschule und wurde danach Stahlgraveur. In diesem Beruf war er im In- und Ausland tätig. 1915 zog er nach Danzig. Von Juli 1920 bis 1933 war er Geschäftsführer des Metallarbeiterverbands in Danzig.
Er war im Kaiserreich SPD-Mitglied. 1919 war er Mitglied und bis 1922 Vorsitzender der USPD Danzig und wurde für diese 1920 in den Volkstag gewählt. Im November 1922 wechselte er zur SPD zurück und war seit 1922 Mitglied des SPD-Landesvorstands Danzig. Dem Volkstag gehörte er bis zur Volkstagswahl in Danzig 1933 an.
Nach 1933 kehrte er nach Lorch zurück. In der Zeit des Nationalsozialismus war er mehrfach, zuletzt im Juli 1944 in Haft. Nach 1945 war er Gastwirt, später Angestellter des Wohnungsamtes in Lorch. Er gehörte der Spruchkammer Gmünd an und war bis zu seinem Tod Mitglied des Gemeinderats und Friedensrichter in Lorch.